# Campeonato Mundial de Lucha de 1986
El XXXIX Campeonato Mundial de Lucha se celebró en Budapest (Hungría) entre el 19 y el 26 de octubre de 1986 bajo la organización de la Federación Internacional de Luchas Asociadas (FILA) y la Federación Húngara de Lucha.

## Resultados

### Lucha grecorromana
| Evento | Oro                                               | Plata                     | Bronce                                               |
| ------ | ------------------------------------------------- | ------------------------- | ---------------------------------------------------- |
| 48 kg  | Majiaddin Alajverdiyev URSS                       | Bratan Tsenov Bulgaria    | Reinaldo Jiménez · Cuba                              |
| 52 kg  | Serguei Diudiayev URSS                            | Jon Rønningen · Noruega   | Atsuji Miyahara Japón                                |
| 57 kg  | Emil Ivanov Bulgaria                              | Timerzhan Kalimulin URSS  | Jarálambos Jolidis · Grecia                          |
| 62 kg  | Kamandar Madzhidov URSS                           | Bogusław Klozik · Polonia | Zhivko Vanguelov Bulgaria                            |
| 68 kg  | Levon Dzhulfalakian URSS                          | Tapio Sipilä · Finlandia  | Claudio Passarelli RFA                               |
| 74 kg  | Mijail Mamiashvili URSS                           | Mirko Jahn RDA            | Dobri Ivanov Bulgaria                                |
| 82 kg  | Tibor Komáromi · Hungría · Bogdan Daras · Polonia | —                         | Magnus Fredriksson · Suecia · Sorin Herțea · Rumania |
| 90 kg  | Andrzej Malina · Polonia                          | Atanas Komshev Bulgaria   | Jindřich Durčák Checoslovaquia                       |
| 100 kg | Tamás Gáspár · Hungría                            | Vasile Andrei Rumania     | Anatoli Fedorenko URSS                               |
| 130 kg | Tomas Johansson · Suecia                          | Vladimir Grigoriev URSS   | László Klauz · Hungría                               |

### Lucha libre
| Evento | Oro                              | Plata                         | Bronce                       |
| ------ | -------------------------------- | ----------------------------- | ---------------------------- |
| 48 kg  | Li Jae-Sik Corea del Norte       | László Bíró · Hungría         | Mijail Kushnir URSS          |
| 52 kg  | Kim Yong-Sik Corea del Norte     | Mitsuru Sato Japón            | Valentin Yordanov Bulgaria   |
| 57 kg  | Serguei Beloglazov URSS          | Gueorgui Kalchev Bulgaria     | Barry Davis Estados Unidos   |
| 62 kg  | Jazar Isayev URSS                | Joe McFarland Estados Unidos  | Avirmediin Enjee Mongolia    |
| 68 kg  | Arsen Fadzayev URSS              | Andre Metzger Estados Unidos  | Simeon Shterev Bulgaria      |
| 74 kg  | Raúl Cascaret Fonseca · Cuba     | Adlan Varayev URSS            | David Schultz Estados Unidos |
| 82 kg  | Vladimir Modosian URSS           | Alexandar Nanev Bulgaria      | Jozef Lohyňa Checoslovaquia  |
| 90 kg  | Majarbek Jadartsev URSS          | Torsten Wagner RDA            | James Scherr Estados Unidos  |
| 100 kg | Aslan Jadartsev URSS             | William Scherr Estados Unidos | Gueorgui Yanchev Bulgaria    |
| 130 kg | Bruce Baumgartner Estados Unidos | Davit Gobedzhishvili URSS     | Andreas Schröder RDA         |

## Medallero
| Núm. | País            | Oro | Plata | Bronce | Total |
| ---- | --------------- | --- | ----- | ------ | ----- |
| 1    | URSS            | 11  | 4     | 2      | 17    |
| 2    | Hungría         | 2   | 1     | 1      | 4     |
| 3    | Polonia         | 2   | 1     | 0      | 3     |
| 4    | Corea del Norte | 2   | 0     | 0      | 2     |
| 5    | Bulgaria        | 1   | 4     | 5      | 10    |
| 6    | Estados Unidos  | 1   | 3     | 3      | 7     |
| 7    | Cuba            | 1   | 0     | 1      | 2     |
| 7    | Suecia          | 1   | 0     | 1      | 2     |
| 9    | RDA             | 0   | 2     | 1      | 3     |
| 10   | Japón           | 0   | 1     | 1      | 2     |
| 10   | Rumania         | 0   | 1     | 1      | 2     |
| 12   | Finlandia       | 0   | 1     | 0      | 1     |
| 12   | Noruega         | 0   | 1     | 0      | 1     |
| 14   | Checoslovaquia  | 0   | 0     | 2      | 2     |
| 15   | RFA             | 0   | 0     | 1      | 1     |
| 15   | Grecia          | 0   | 0     | 1      | 1     |
| 15   | Mongolia        | 0   | 0     | 1      | 1     |
|      | TOTAL           | 21  | 19    | 21     | 61    |